# Tempel van Thoetmosis III

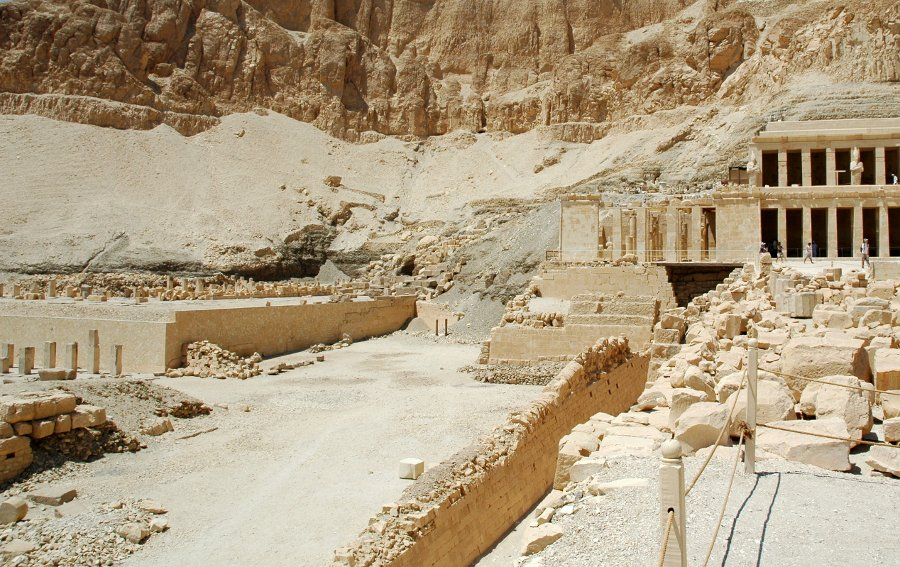
Dodentempel van Thoetmoses III, Djeser-achet

De Tempel van Thoetmosis III  was een huis van miljoenen jaren dat aan Amon en Hathor gewijd was. De tempel lag tussen die van Mentoehotep II en de tempel van Hatsjepsut in Deir el-Bahari.

## Bouwgeschiedenis
Op het einde van zijn regering, rond zijn 43e regeringsjaar gaf Thoetmosis III zijn vizier Rechmire opdracht om een tempel te bouwen. Toen hij tien jaar later stierf, was de tempel nog niet klaar en het was Amenhotep III die de tempel volledig afwerkte. De tempel had een belangrijke rol bij het Festival der Schoonheid, maar werd onder de 20e dynastie zwaar getroffen door een aardbeving en sindsdien niet meer gebruikt. Hij werd door de tijd volledig vernietigd zodat er niet veel meer van de tempel is bewaard. In 1961-62 voerde het Pools Archeologisch Centrum voor het Middellandse Zeegebied opgravingen uit onder leiding van Jadwiga Lipinska en daarbij ontdekten ze de tempel.

## Architectuur
Voor de tempel was er een enorme helling die uitliep op een grote zaal met 76 zuilen, waarvan acht zeer grote kolommen. Daarna was er nog een hal voor de boot van Amon en het centrale heiligdom.

## Galerij

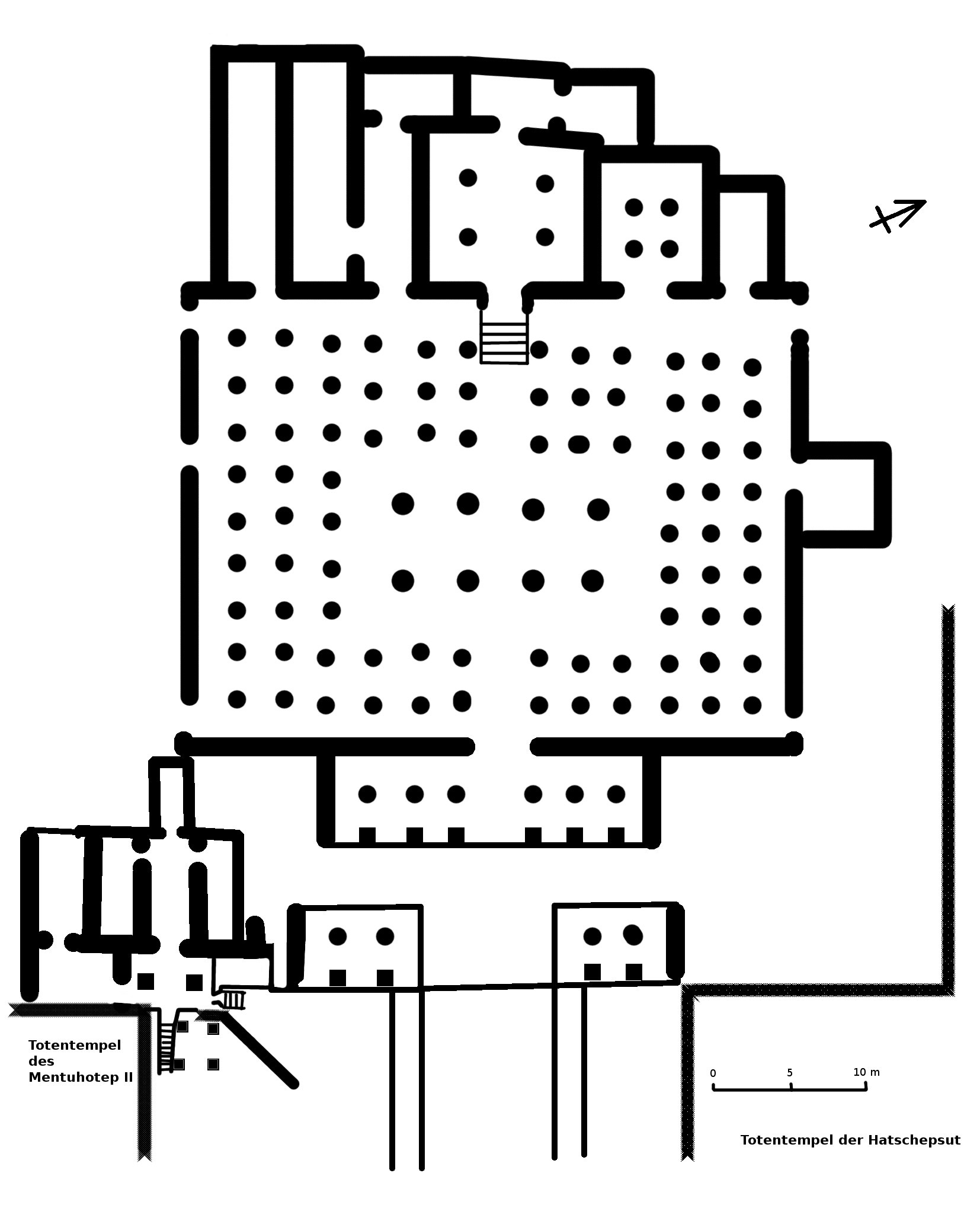
Plattegrond van de tempel
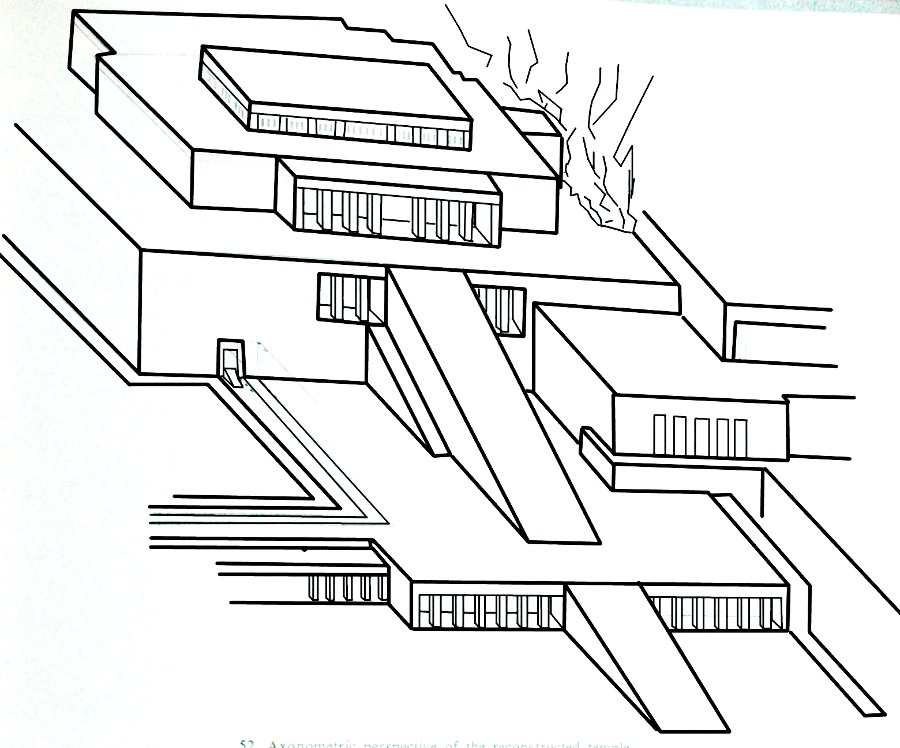
Reconstructie
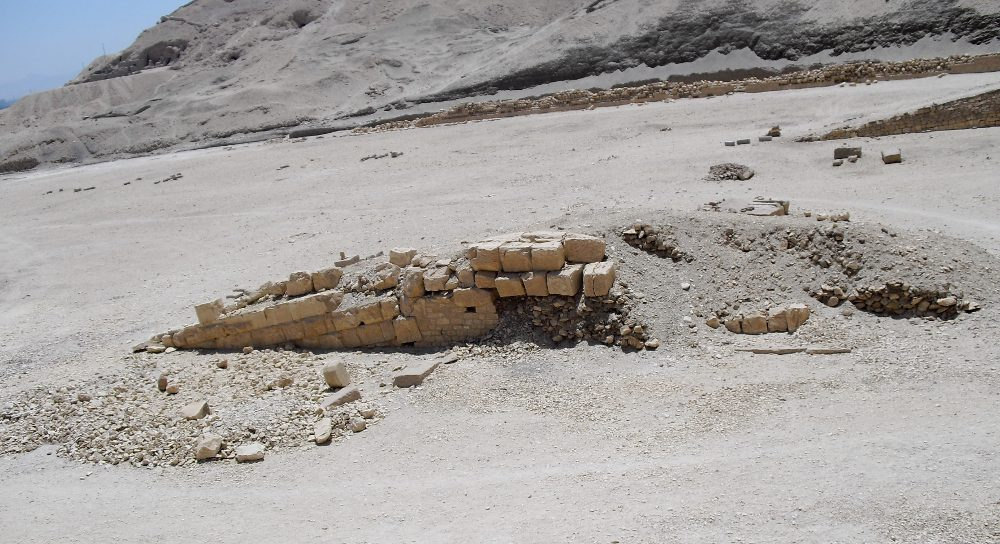
Deel van de helling
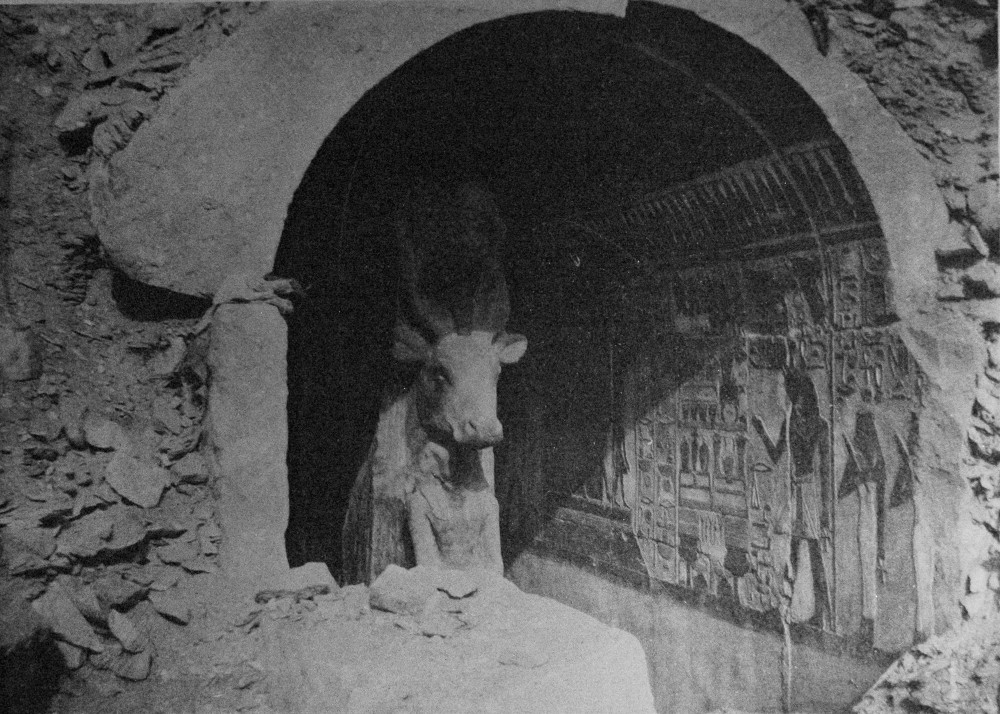
Hathor-kapel in de tempel van Thoetmoses III
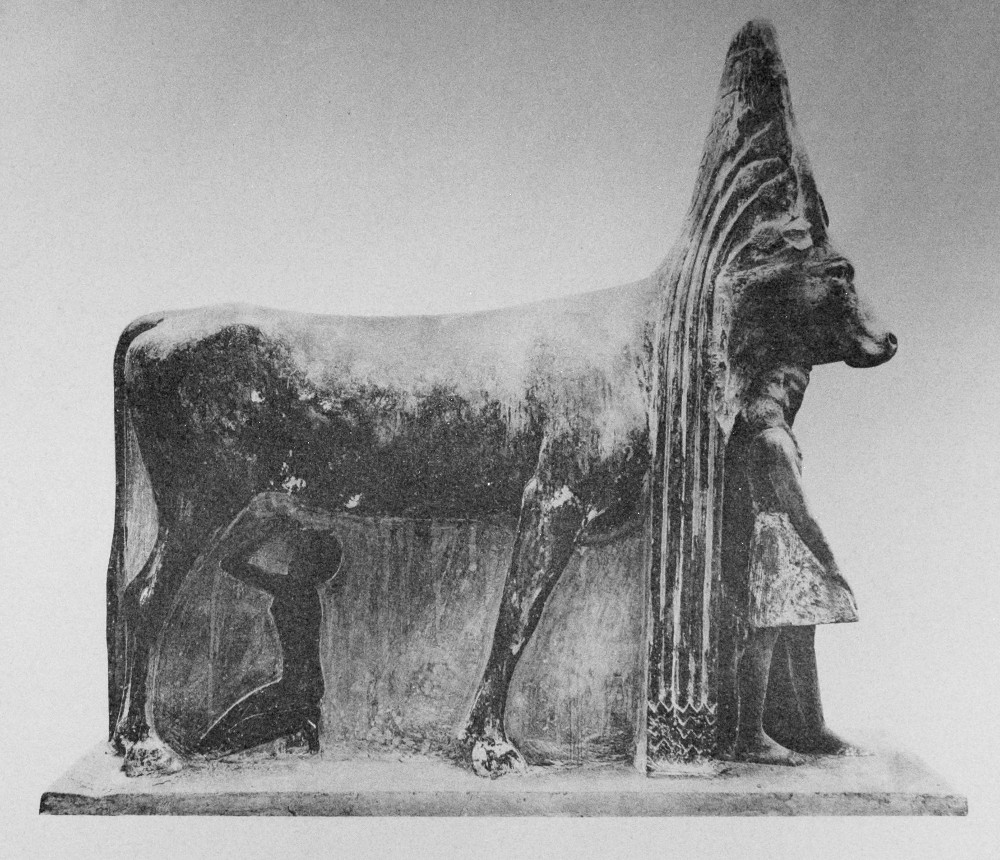
Standbeeld van Hathor